# 기호정
기호정(일본어: 紀宝町)은 일본 미에현 미나미무로군의 정이다. 구마노강을 사이로 와카야마현 신구시와 접하며 그 주택 지역으로 발전하고 있다.
2006년 1월 10일에 우도노촌과 합병해 새로운 기호정으로 발족했다.

## 인접한 자치체
- 미에현
  - 구마노시
  - 미나미무로군 미하마정

- 와카야마현
  - 신구시

## 역사
- 1954년 10월 31일 - 이다촌, 미후네촌(일본어판), 오노다니촌(일본어판)이 합병해 기호정이 성립하였다.
- 2006년 1월 10일 - 기호정과 우도노촌이 합병해 새로운 기호정이 성립하였다.

## 인구
| 연도 | 인구   | ±%     |
| ---- | ------ | ------ |
| 1920 | 9,453  | —      |
| 1930 | 8,577  | −9.3%  |
| 1940 | 8,825  | +2.9%  |
| 1950 | 11,546 | +30.8% |
| 1960 | 11,685 | +1.2%  |
| 1970 | 10,899 | −6.7%  |
| 1980 | 12,177 | +11.7% |
| 1990 | 12,919 | +6.1%  |
| 2000 | 12,824 | −0.7%  |
| 2010 | 11,897 | −7.2%  |

## 교통

### 철도
- 도카이 여객철도 기세이 본선
  - (← 미하마정 아타와역) - 기이이다역 - 우도노역 - (신구시 신구역 →)

### 도로
- 국도 42호선